# Chris Lord-Alge
Chris Lord-Alge é um engenheiro de mixagem estadunidense. Ele é irmão de Tom Lord-Alge e Jeff Lord-Alge, ambos engenheiros de áudio. Chris e Tom são conhecidos por seu uso abundante de compressão dinâmica para moldar mixagens que tocam bem em pequenos alto-falantes e rádio FM.

## Carreira
Lord-Alge trabalhou no Unique Recording Studios em Nova Iorque, Estados Unidos, na década de 1980. Enquanto esteve lá, ele ganhou reconhecimento por mixar o álbum Gravity de James Brown, as trilhas sonoras dos filmes Rocky IV e de Batman de Prince, os álbums Unchain My Heart de Joe Cocker, Destiny de Chaka Khan, Coming de Carly Simon Around Again e Foreign Affair de Tina Turner e os remixes de "La Isla Bonita" de Madonna, , "Too Much Blood" de Rolling Stones e "Dancing in the Dark", "Cover Me" e "Born in the U.S.A" de Bruce Springsteen. Em 1989-1990, os irmãos Chris e Jeff Lord-Alge colaboraram no álbum Dark at the End of the Tunnel de Oingo Boingo, com gravação de Jeff Lord-Alge e Bill Jackson e mixagem de Chris Lord-Alge.
Lord-Alge continuou a mixar para Turner durante a década de noventa. Durante esse tempo, ele também forneceu serviços de mixagem para o álbum Tennessee Moon de Neil Diamond. Em 1997, ele mixou o álbum Nimrod de Green Day, marcando o início de uma série de colaborações com a banda, incluindo a mixagem de dois álbuns vencedores do Grammy Awards: American Idiot (2004) e 21st Century Breakdown (2009).
Durante a década seguinte, Lord-Alge realizou seus trabalhos de mixagem para outras bandas de pop punk, como Billy Talent, Simple Plan e My Chemical Romance. Nos anos 2010, mixou o álbum Loved Me Back to Life de Celine Dion, seu primeiro álbum após um hiato de sete anos, assim como The 2nd Law da banda Muse.

## Prêmios
| Ano  | Trabalho indicado                                    | Categoria                             | Papel executado                                   | Ref.   |
| ---- | ---------------------------------------------------- | ------------------------------------- | ------------------------------------------------- | ------ |
| 2005 | American Idiot                                       | Melhor Álbum de Rock                  | Engenheiro de mixagem                             | [ 9 ]  |
| 2005 | All Things New                                       | Melhor Álbum Gospel Pop/Contemporâneo | Engenheiro de mixagem (faixas 1, 2, 5, 9, 10, 12) | [ 10 ] |
| 2006 | "Boulevard of Broken Dreams"                         | Gravação do Ano                       | Engenheiro de mixagem                             | [ 11 ] |
| 2010 | 21st Century Breakdown                               | Melhor Álbum de Rock                  | Engenheiro de mixagem                             | [ 12 ] |
| 2011 | American Idiot: The Original Broadway Cast Recording | Melhor Álbum de Teatro Musical        | Mixagem/engenharia                                | [ 13 ] |